# Sergio Marinangeli
Sergio Marinangeli (* 2. Juli 1980 in Gualdo Tadino) ist ein ehemaliger italienischer Radrennfahrer.

## Karriere
Sergio Marinangeli begann seine internationale Karriere 2003 bei dem italienischen Radsportteam Domina Vacanze-Elitron. 2004 wurde er Zehnter der Deutschland Tour, Zweiter der italienischen Straßenmeisterschaften und startete anschließend bei der Tour de France, die er aber auf der 13. Etappe aufgab. 2005 bis 2007 fuhr Marinangeli für das italienische Professional Continental Team Naturino-Sapore di Mare. In seiner ersten Saison gewann er die erste Etappe der Österreich-Rundfahrt im Sprint gegen Eric Leblacher. 2006 wurde er unter anderem Dritter beim Giro del Veneto und gewann später den GP Beghelli. Nach zwei Jahren beim Team L.P.R. ohne besondere Ergebnisse beendete er nach der Saison 2009 seine Karriere.

## Erfolge
2004
- Italienische Meisterschaften – Straßenrennen

2005
- eine Etappe Österreich-Rundfahrt

2006
- GP Beghelli

## Teams
- 2003–2004 Domina Vacanze
- 2005–2007 Naturino-Sapore di Mare / Aurum Hotels
- 2008–2009 Team L.P.R.